# Стеженский
Сте́женский — хутор в Алексеевском районе Волгоградской области России. Административный центр Стеженского сельского поселения.
Хутор расположен в 3 км западнее станицы Алексеевской.
Рядом проходит асфальтированная дорога, автобусное сообщение. Хутор газифицирован. Есть средняя образовательная школа, магазин, пекарня.
Рядом с хутором проходит восточная граница охотхозяйства «Усть-Бузулукский». Места для охоты, рядом Бузулук.

## История
Основан в 1826 году казаком Никифором Поповым.
По состоянию на 1918 год хутор входил в Алексеевский юрт Хопёрского округа Области Войска Донского.